# Edmund Romer (inżynier)
Edmund Jan Romer (ur. 18 lutego 1904 we Lwowie, zm. 10 października 1988 w Gliwicach) – polski inżynier, przedwojenny absolwent Politechniki Gdańskiej, specjalista w zakresie miernictwa przemysłowego, profesor Politechniki Śląskiej (od 1965 r.) w Gliwicach. Konstruktor przyrządów pomiarowych, jeden z organizatorów przemysłu precyzyjnego w Polsce po II wojnie światowej. Jeden z inicjatorów powołania nowego Wydziału Automatyki na Politechnice Śląskiej (1964 r.), a następnie organizator i kierownik Katedry Miernictwa Przemysłowego na tym wydziale.  Nauczyciel akademicki, twórca pierwszego programu nauczania miernictwa przemysłowego i autor pierwszego w kraju podręcznika do tego przedmiotu („Miernictwo przemysłowe”, wyd. 1970, 1972, 1978).

## Życiorys
Był synem Jadwigi z domu Rossknecht i prof. Eugeniusza Romera, wybitnego polskiego geografa, twórcy polskiej kartografii, przed II wojną światową – profesora Uniwersytetu Lwowskiego im. Jana Kazimierza, a po wojnie – Uniwersytetu Jagiellońskiego w Krakowie. Jego brat Witold Romer był specjalistą z zakresu fototechniki i fotografikiem. Ożenił się (1931) z Krystyną Miączyńską (1910-74), mieli córkę Marię (1932, technika rentgenologa) i syna Tomasza (1934, prof. medycyny). Zmarł w Gliwicach (10 października 1988) i został pochowany na gliwickim Cmentarzu Centralnym.

### Nauka i studia
Do 14 roku życia był nauczany w domu. Następnie w 1916 r. zdał egzamin wstępny do VIII Państwowego Gimnazjum Realnego we Lwowie, maturę uzyskał w wieku 18 lat w 1922 roku. Od dziecka przejawiał zainteresowania techniczne, mając 12 lat zbudował działający aparat fotograficzny, w czasie nauki w gimnazjum na własną prośbę odbył praktykę rzemieślniczą w warsztacie mechaniki precyzyjnej, a później – w Katedrze Fizyki, gdzie pod opieką dr. Romana Negrusza zbudował prądnicę prądu stałego.
Studiował w latach 1922-1927 na Oddziale Elektrotechniki Wydziału Mechaniczno-Elektrotechnicznego Politechniki Gdańskiej. W owym czasie organizacja polskich studentów "Bratnia Pomoc" Technische Hochschule der Freien Stadt Danzig apelowała do gimnazjalistów by podejmowali studia w Gdańsku, celem zaakcentowania praw Polski do wolnego miasta i Polaków do uczelni. Romer został sekretarzem, a następnie przewodniczącym tej organizacji. W czasie studiów odbył roczną praktykę w zakładach Brown-Boveri w Szwajcarii, gdzie poznał nowoczesną technologię przyrządów pomiarowych. Pracę dyplomową na temat elektryfikacji linii kolejowej Gdańsk-Gdynia obronił w grudniu 1927 r., uzyskując tytuł inżyniera dyplomowanego (Diplom-Ingenieur, Richtung Elektrotechnik).

### Lata 1928-1939
Po studiach pracował przez pół roku w dziale techniczno-handlowym koncernu AEG w Katowicach, potem odbył służbę wojskową w Szkole Podchorążych Lotnictwa w Poznaniu, uzyskując stopień pilota plutonowego podchorążego.
Po zdemobilizowaniu, w końcu 1929 roku zorganizował Zakład Pomocy Naukowych we Lwowie. Początkowo była to fabryczka zatrudniająca 3 pracowników i produkująca zestawy do ćwiczeń z optyki dla gimnazjów. Zestawy te cieszyły się tak wielkim powodzeniem, że Romer nabył obiekt fabryczny, rozbudował go i rozszerzył produkcję o szeroki asortyment przyrządów laboratoryjnych do nauki fizyki oraz typoszereg elektrycznych przyrządów pomiarowych i tachometry samochodowe. Była to produkcja pionierska. Jego mierniki konkurowały z powodzeniem z miernikami znanych firm niemieckich (np. Hartman & Brown). W swoim zakładzie Romer produkował typoszereg magnetoelektrycznych przyrządów prądu stałego, wielozakresowe przyrządy prądu stałego i zmiennego oraz mierniki prądów wysokiej częstotliwości. Zajmował się konstruowaniem oraz opracowywaniem teorii i technologii produkowanej aparatury. W 1939 rozpoczął opracowywanie technologii prostowników kuprytowych. W jego fabryce wykształciło się wielu dobrych konstruktorów i technologów sprzętu pomiarowego, a sam zakład rozrósł się osiągając tuż przed wojną zatrudnienie 250 osób.

### Lata II wojny światowej
We wrześniu 1939 roku został zmobilizowany do 6. pułku lotnictwa i wraz z nim dostał się do Rumunii, gdzie został internowany. Od jesieni 1940 pracował jako inżynier w zakładach lotniczych przy Türk Hava Kurumu (odpowiednik polskiej Ligi Obrony Powietrznej i Przeciwgazowej) w Ankarze. Do Wojska Polskiego został zmobilizowany w 1942 roku i pracował jako inżynier w samochodowych warsztatach remontowych w Palestynie. Z powodu choroby oczu został latem 1943 wysłany do Anglii, gdzie pracował i przeszedł 2 poważne operacje okulistyczne. Po długim leczeniu wrócił do kraju w roku 1946.

### Praca w latach 1946-1961
Po powrocie do kraju podjął działalność w spółdzielni "Ognisko" w Bytomiu, założonej przez byłych pracowników jego lwowskiej fabryki. Następnie pracował w firmie "Metron" w Bytomiu (od 1 grudnia 1947 do 31 grudnia 1948), gdzie opracował komplet przyrządów do nauczania fizyki w szkołach średnich.
Na Politechnice Śląskiej rozpoczął pracę od 1 stycznia 1949 roku jako kierownik-organizator Zakładu Optyki i Mechaniki Precyzyjnej (ZOMP). ZOMP został utworzony na wniosek prof. fizyki Tadeusza Malarskiego (1883-1952) w celu uzupełniania i remontowania aparatury pomiarowej i badawczej. Początkowo zakład ten pełnił funkcje usługowe i nie rozwijał się, miał tylko 3 pracowników pochodzących z lwowskiej wytwórni przyrządów optycznych i precyzyjnych J. Bujaka. Występowały trudności ze znalezieniem odpowiedniego kierownika. Dopiero po objęciu funkcji kierownika przez inż. Edmunda Romera (1949) nastąpił rozwój zakładu. Przyjął on kilku pracowników ze swej dawnej lwowskiej fabryki, którzy z dotychczasowymi pracownikami ZOMP utworzyli silny zespół świetnych fachowców. ZOMP remontował i modernizował przyrządy i urządzenia laboratoryjne z dziedziny miernictwa elektrycznego, maszyn elektrycznych itp. W roku 1951 ZOMP, na zlecenie Zakładu A3 (dawne ERA) opracował i uruchomił produkcję sprężynek zwrotnych (bardzo poszukiwanych w kraju) do mierników wskazówkowych. Sprężynki te dotąd były importowane w niewystarczających ilościach ze względu na brak dewiz. Dokumentację aparatury i technologii produkcji przekazano zleceniodawcy (Zakładom A3) oraz Fabryce Budzików w Łodzi i Kujawskiej Fabryce Manometrów we Włocławku. Opracowanie przez Edmunda Romera technologii produkcji tych sprężynek otworzyło mu drogę do kariery naukowej i zapoczątkowało rozwój ZOMP. Innym osiągnięciem ZOMP-u było rozpoczęcie i rozwinięcie produkcji dekad oporowych z zastosowaniem dekadowego przełącznika obrotowego. Dekady te znalazły szerokie zastosowanie w przemyśle. Do trudnych, ale także pomyślnie rozwiązanych zagadnień należało opracowanie – przy współpracy z chemikami (głównie dr Marią Kuczyńską) – i rozpoczęcie małoseryjnej produkcji rezystorów normalnych oraz wzorcowych ogniw Westona.
W ZOMP wykonano także szereg specjalnych urządzeń dla przemysłu, jak np.: urządzenia specjalne do produkcji szkła optycznego (dla Biura Projektów Urządzeń Przemysłu Metalowego i Elektrotechnicznego), aparaturę specjalną do pomiaru oporu elektrolitów (dla Zakładów Azotowych w Kędzierzynie i Mościcach). Dla górnictwa węglowego opracowano analizator składu chemicznego gazów (głównie tlenu O2, dwutlenku węgla CO2, metanu CH4) i analizator zawartości tlenu w gazach, stanowiący podstawowe wyposażenie stacji odmetanowiania w kopalniach gazowych. W okresie kierowania przez niego zakładem opracowano również szereg precyzyjnych układów pomiarowych i wykonano wiele unikalnych aparatów naukowych i badawczych dla Politechniki Śląskiej. W okresie 1949-61 ZOMP zwiększył stan osobowy z 3 do 80 wysoko kwalifikowanych specjalistów. W tym czasie Edmund Romer pełnił następujące funkcje: kierownika-organizatora ZOMP, kierownika technicznego i zastępcy kierownika zakładu (od 1 stycznia 1955), p.o. kier. zakładu (od 1 sierpnia do 31 grudnia 1956), a po 1,5 rocznej przerwie – dyrektora na pół etatu (1 lipca 1958 – 31 grudnia 1961). Od VI 1953 był zatrudniony dodatkowo na pół etatu w Instytucie Hutnictwa im. St. Staszica (później Instytutu Metalurgii Żelaza) w Gliwicach jako doradca ds. budowy aparatury pomiarowej i naukowo-badawczej, gdzie kierował konstruowaniem aparatury unikalnej. Z ZOMP odszedł na własną prośbę, pragnąc poświęcić się wyłącznie pracy naukowo-dydaktycznej. Pozostawił tam zespół młodych, doskonałych fachowców, tzw. "Romerowską Szkołę Dobrej Roboty" pod kierownictwem jego byłego zastępcy – mgr. inż. Józefa Wajcheniga.

### Praca naukowo-dydaktyczna
Pracę dydaktyczną rozpoczął jeszcze w 1948 roku. Prowadził wykłady z "Przemysłowych przyrządów do pomiaru i regulacji" dla grupy energetyka ruchowa na Wydziale Mechanicznym Politechniki Śląskiej. Od roku akademickiego 1955/56 kontynuował te wykłady dla specjalności "Elektrotechnika przemysłowa" na Wydziale Elektrycznym. Na Wydziale Elektrycznym Politechniki Śląskiej zorganizował specjalistyczne laboratorium "Miernictwa wielkości nieelektrycznych", a następnie Zakład Pomiarów Wielkości Nieelektrycznych w Katedrze Miernictwa Elektrycznego (KME). Docentem został mianowany w roku 1955, w Katedrze Miernictwa Elektrycznego. W latach (1958-1960) był dziekanem Wydziału Elektrycznego Politechniki Śląskiej, a w latach 1958-1964 kierował Zakładem Pomiarów Wielkości Nieelektrycznych przy KME. Prowadził również wykłady z "Miernictwa wielkości nieelektrycznych" dla specjalności "Automatyka i Telemechanika" w ramach Oddziału Automatyki na Wydziale Elektrycznym Politechniki Śląskiej.
Był jednym z inicjatorów i organizatorów nowego Wydziału Automatyki Politechniki Śląskiej, który rozpoczął działalność 15 lutego 1964 roku. Zespół Automatyki powołany w składzie: Edmund Romer, Jerzy Siwiński, Zdzisław Trybalski, Stefan Węgrzyn i Tadeusz Zagajewski opracował założenia organizacyjne i plan studiów tego Wydziału. Edmund Romer zorganizował Katedrę Miernictwa Przemysłowego na Wydziale Automatyki i objął jej kierownictwo jako docent etatowy. Zorganizował owe specjalistyczne laboratorium i opracował nowe wykłady. Rozwinął w dużym zakresie prace naukowo-badawcze nt. pomiarów różnych wielkości w warunkach przemysłowych, np. szybkich pomiarów temperatury walcowanych szyn kolejowych. Pod jego kierownictwem opracowano obszerny problem analizy składu chemicznego gazów – zastosowano zupełnie nową metodę termodynamiczną. Zadanie to zakończono wykonaniem 10 prototypów różnych modeli analizatorów, opracowaniem technologii wytwarzania i przekazaniem pełnej dokumentacji producentom analizatorów.
Tytuł naukowy i stanowisko profesora nadzwyczajnego otrzymał w Katedrze Miernictwa Przemysłowego na Wydziale Automatyki (1965), a profesora zwyczajnego (1971) – na Wydziale Automatyki i Informatyki (w roku 1971 zmieniono nazwę Wydziału). Po reorganizacji Politechniki Śląskiej (1969) został zastępcą kierownika ds. nauki zespołowej Katedry Informatyki Wydziału Automatyki, a po przejściu uczelni na strukturę instytutową (1971) został zastępcą dyrektora ds. nauki w Instytucie Automatyki Przemysłowej i Pomiarów. Był delegatem Wydziału Elektrycznego do Senatu Politechniki Śląskiej (1960/61) oraz przewodniczącym: Komisji Planu Specjalizacji Konstrukcyjnych (1967-68), Komisji Specjalizacji Elektroniczna Aparatura Medyczna na Wydziale Automatyki (1969).
Specjalizował się zwłaszcza w zakresie fizykalnych metod analizy składu mieszanin gazowych. Zajmował się zarówno stroną teoretyczną tego zagadnienia, jak i konstrukcją szeregu udanych przyrządów pomiarowych. Wychował wielu znakomitych, wysoko cenionych w przemyśle fachowców konstruktorów przyrządów pomiarowych i aparatury naukowej. Wypromował 5 doktorów i był opiekunem 4 habilitacji.
Opublikował ok. 60 prac, a w tym 12 patentów oraz kilka podręczników i skryptów. Był jednym z najwybitniejszych polskich specjalistów w dziedzinie pomiarów elektrycznych, a w szczególności pomiarów wielkości nieelektrycznych metodami elektrycznymi. Jego książka "Miernictwo przemysłowe" (3 wydania: 1970, 1972 i 1978) była pierwszym tego typu podręcznikiem w kraju i jednym z pierwszych w świecie. Ponadto napisał 4 podręczniki i skrypty: "Pomiary temperatury w technice", "Metody i przyrządy" (1951), "Przemysłowe pomiary składu chemicznego w zastosowaniu do automatyki" (Gliwice 1966), "Przemysłowe pomiary temperatury" (Gliwice 1967). Napisał ponad 40 artykułów w czasopismach technicznych, m.in.: Magnetyczne analizatory zawartości tlenu w gazach ("PE" 1954 nr 1), "Termometry termoelektryczne" ("Chemik" 1954 nr 9), "Die Probleme der Konzetrazion und Spezialisierung der Messgeräteindustrie ("Acta IMEKO" 1958, T. 5), "Zasada działania wagi pierścieniowej" (PAK 1959 nr 8), "Der thermomagnetische Sauerstoffanalysator mit kleiner Zeitkonstante" ("Acta IMECO" 1961, ref. 24-PO-47), "Anemometrische Gassanalysatoren" ("Wissensch. Zeitschr. der Hochschule für Elektrotechnik" Ilmenau 1962 nr 5), "Przemysłowa chromatografia gazowa" ("PAK" 1962 nr 12), "Pomiary temperatury stali metodami optycznymi przy walcowaniu na gorąco" ("Hutnik" 1969 nr 4). Spośród jego patentów można wyróżnić "Dźwigniowy dynamometr do mierzenia momentu sprężynek włosowych" (Nr 1082 z 1953 r.), "Urządzenie do nawijania sprężynek włosowych" (Nr 1030 z 1953 r.), "Magnetoelektryczny ustrój pomiarowy z magnesem rdzeniowym" (Nr 40623 z 1957 r. – współautor), "Przyrząd do ciągłego oznaczania tlenu w mieszaninach gazowych" (Nr 43855 z 1960 r. – współautor), "Sposób wyznaczania zawartości określonego składnika w mieszaninie gazowej" (Nr 46120 z 1961 r. – współautor).
W okresie międzywojennym (1918-1939) odegrał pionierską rolę w rozwoju polskiego przemysłu przyrządów pomiarowych, który dzięki własnym konstrukcjom i technologiom mógł skutecznie konkurować ze znanymi firmami zagranicznymi.
Brał udział w wielu zjazdach, konferencjach i kongresach naukowych, m.in. w: Międzynarodowym Kongresie Miernictwa IMECO (Budapeszt 1958 i 1961), VI Internationales Kolloqium der Hochschule für Elektrotechnik (Ilmenau 1961), II i III Krajowej Konferencji Metrologii i Mechaniki Precyzyjnej (Warszawa 1963 i 1966), II i III Krajowej Konferencji Automatyki (Gliwice 1964, Kraków 1967). Był członkiem komitetów i rad naukowych: Rady Naukowej przy Zakładach Aparatury Naukowej PAN (1957-58), Sekcji Budowy Przyrządów Precyzyjnych i Drobnych Mechanizmów Komitetu Budowy Maszyn PAN (od 1961), Komitetu Metrologii PAN (od 1963), Rady Naukowej Głównego Urzędu Miar (od 1963), Komitetu Naukowego ds. Naukowo-Badawczych Zakładów Konstrukcyjno-Mechanizacyjnych Przemysłu Węglowego w Gliwicach (od 1969) oraz członkiem prezydium PKPiA (Polskiego Komitetu Pomiarów i Automatyki) NOT (1959-1963 ).
Był czynnym członkiem PTETiS, szczególnie w pierwszym okresie jego rozwoju (od założenia w 1961 r.) – członkiem Zarządu Głównego, przez szereg lat członkiem Zarządu Oddziału Gliwickiego i przez dwa lata przewodniczącym Oddziału Gliwickiego. W roku 1974 otrzymał tytuł członka honorowego PTETiS (nr 11).
Po przejściu na emeryturę (30 września 1974) pisał wspomnienia. Wydał interesującą książkę pt. „Geograf trzech epok” opisującą życie i działalność ojca, prof. Eugeniusza Romera, geografa i kartografa, i jego rodziny na tle wydarzeń od przełomu wieków XIX/XX do początku lat pięćdziesiątych.

## Odznaczenia i wyróżnienia
Otrzymał doktorat honoris causa Politechniki Śląskiej (1985) za całokształt osiągnięć naukowo-konstrukcyjnych.
Był odznaczony Srebrnym Krzyżem Zasługi (1954) oraz Odznaką „Zasłużony Racjonalizator Produkcji”.